# Iampil (oblast de Soumy)
Iampil (en ukrainien : Ямпіль) ou Yampol (en russe : Ямполь) est une commune urbaine de l'oblast de Soumy, en Ukraine. Elle compte 4 200 habitants.

## Géographie
La commune se trouve sur la rive gauche de la rivière Ivotka et est traversée par la petite rivière de Petouchok et par la route T-1915. Sa gare de chemin de fer se nomme Ivotka.

## Administration
C'est le centre administratif du conseil municipal de Iampil qui outre celle-ci comprend les villages de Dibrova, Ivotka, Imchana, Olguino, Proudiché, Rostov, et les hameaux de Nepliouïevo et Privokzalnoïé.

## Histoire
Le site est habité dès la Préhistoire. On y a trouvé des restes du Néolithique. Il y avait au début du XVIIe siècle un village du nom de Klin appartenant aux seigneurs polonais Pessotchinski et faisant partie de l'ouïezd de Novgorod-Severski du voïvodat de Tchernigov. Après l'union de l'Ukraine à la Russie en 1654, Klin devient une possession des hetmans ukrainiens. En 1674, le hetman Samoïlovitch donne le village à son colonel, Ivania, et après le retrait de Samoïlovitch il passe à Ivan Mazeppa. Après la trahison de Mazeppa, Pierre le Grand offre Yampol à Alexandre Menchikov. En 1764, Catherine la Grande abolit le système du hetmanat et le village passe à Ivan Nepliouïev.
Une petite fabrique de faïence est en activité au XVIIIe siècle. En 1836, I. Nepliouïev fait construire une fabrique de papier. Vers 1860, Yampol compte près de 3 000 habitants. Le village subit un incendie à l'été 1892, ce qui provoque la destruction de la place du marché, d'un grand nombre de maisons et d'entrepôts. 
En 1923, Yampol est un village du raïon de Novgorod-Severski, puis il passe à celui de Gloukhovo et ensuite à celui de Konotop. De février à octobre 1933, il fait partie de l'oblast de Kiev et depuis octobre 1933 à l'oblast de Tchernigov (appelé aujourd'hui Tchernihiv). Depuis 1939, il fait partie de l'oblast de Soumy.
De violents combats ont lieu ici au début de la Seconde Guerre mondiale, auxquels prennent part la 143e et la 298e de fusiliers ; la 21e, la 52e, la 55e divisions de cavalerie ; la 141e brigade de blindés de la 13e armée du front de Briansk. Le territoire de Yampol est occupé par les Allemands avec une Kommandantur et un poste de la Gestapo. La résistance des partisans y est importante. Yampol est libérée le 2 septembre 1943 par la 75e division de fusiliers de la Garde. 
Le village obtient son statut de commune urbaine en 1956. Yampol compte 4 881 habitants en 1959. Le 8 décembre 1966, elle devient le centre administratif du raïon de Yampol. Sa population culmine en 1989 avec 5 887 habitants. Son nom est ukrainisé en Yampil ou Iampil en 1991, à l'indépendance de l'Ukraine. Les principales coopératives (mécanique, machines agricoles, PMK-189) sont privatisées en mai 1995, suivies en juin 1995 des différents sovkhozes (élevage de volaille en particulier).

## Population
Recensements ou estimations de la population :
| 1859  | 1885  | 1897  | 1959  | 1970  | 1979  | 1989  |
| ----- | ----- | ----- | ----- | ----- | ----- | ----- |
| 3 327 | 3 071 | 4 534 | 4 881 | 4 875 | 5 127 | 5 887 |

| 2001  | 2011  | 2012  | 2013  | 2014  | 2015  | 2016  |
| ----- | ----- | ----- | ----- | ----- | ----- | ----- |
| 5 178 | 4 695 | 4 690 | 4 697 | 4 641 | 4 598 | 4 554 |

| 2017  | 2018  | 2019  | 2020  | 2021  | 2022  | - |
| ----- | ----- | ----- | ----- | ----- | ----- | - |
| 4 528 | 4 492 | 4 433 | 4 406 | 4 368 | 4 324 | - |

## Galerie

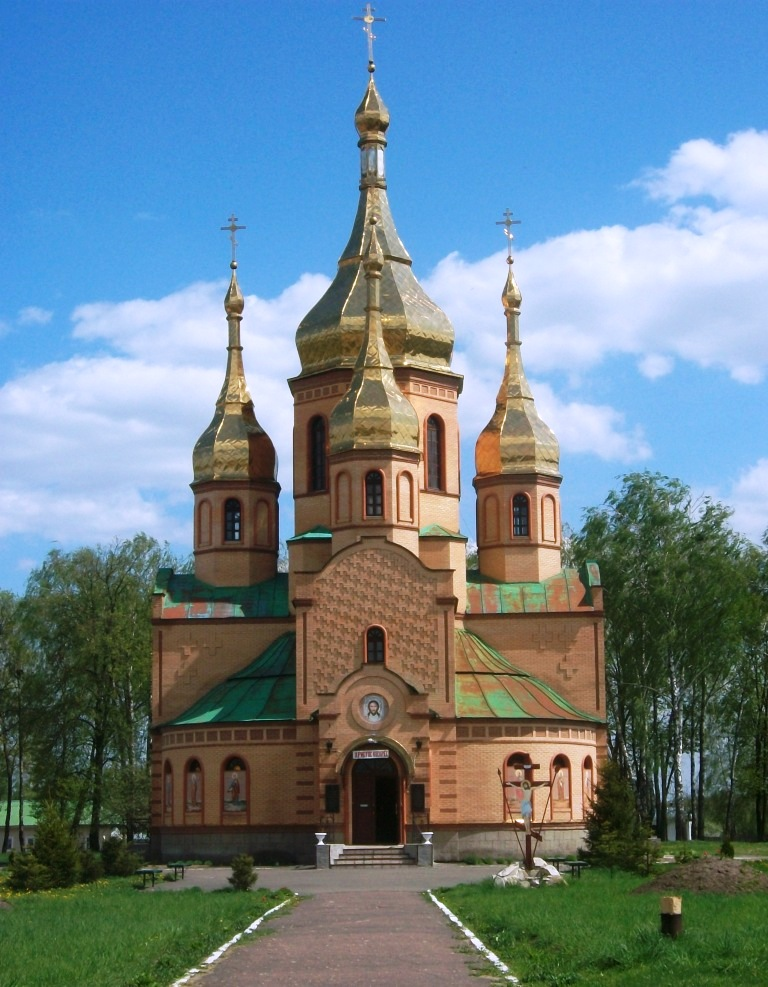
Cathédrale orthodoxe de la Transfiguration.
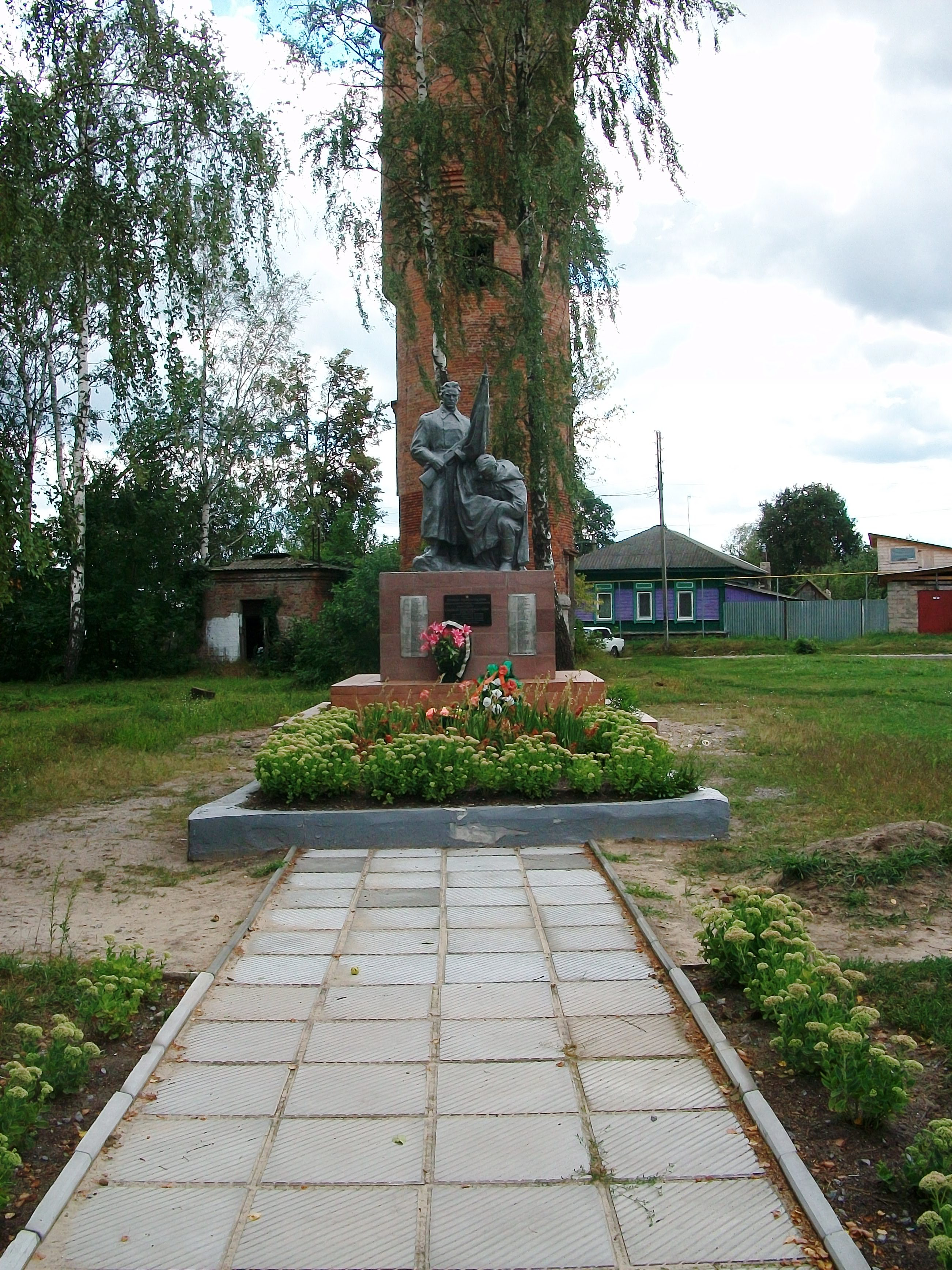
Monument aux Héros.

## Lieux à visiter
- Cathédrale de la Transfiguration construite en 1882-1892
- Jardin botanique
- Parc paysager régional